# Cortodera bivittata
Cortodera bivittata är en skalbaggsart som beskrevs av Linsley och Chemsak 1972. Cortodera bivittata ingår i släktet Cortodera och familjen långhorningar. Inga underarter finns listade i Catalogue of Life.